# Joël Matip
Job Joël André Matip (Bochum, 1991. augusztus 8.) német-kameruni labdarúgó, aki legutóbb (2016–2024) az angol Liverpool FC-ben játszott hátvédként.

## Pályafutása

### FC Schalke 04
Még 2000-ben került a Schalke 04 csapatához, ahol junior karrierje jelentős részét töltötte. 2009. november 7-én, a Bayern München ellen debütált a német első osztályban.
2010/11-es szezonban meghatározó emberré vált a védelem tengelyében Benedikt Höwedes mellett. Időközben hátvéd létére több fontos gólt is tudott szerezni, és bár kezdetben a veszélyesebb játékstílusa miatt kritizálták végül kiharcolta magának az elismerést a csapat szurkolóinál.

### Liverpool  FC
2016. február 15-én jelentették be, hogy előszerződést kötött a Liverpoollal, aminek értelmében szerződése lejártakor csatlakozik az angol alakulathoz, majd 2016. július 1-én hivatalosan is a csapat játékosa lett. 2016. augusztus 23-án mutatkozott be a csapat színeiben, első mérkőzését a Ligakupában játszotta a Burton ellen. 2016 novemberében megkapta a Hónap Játékosa díjat. A 2017-18-as idényben szerezte meg első gólján a Liverpoolban, a West Ham ellen talált be. A 2018-19-es szezonban a Fulham, és főként Ranieri, a csapat edzője érdeklődött iránta, azonban nem igazolták le. 2019. június 1-én gólpasszt adott a Bajnokok Ligája döntőjében, melyet a Liverpool nyert 2-0-ra, a Tottenham ellen. A 2019-20-as idényben gólt szerzett FA Community Shield-en, augusztus 24-én pedig betalált a bajnokságban is. 2019 októberében aláírta 2024-ig meghosszabbított szerződését.

## Válogatott
2010. március 3-án egy Olaszország elleni barátságos mérkőzésen debütált Kamerun válogatottjában. Bekerült a dél-afrikai világbajnokságra utazott keretben is. 2017-ben behívták az Afrikai nemzetek kupájára készülő keretbe, azonban ezt elutasította. Mint később kiderült, azért, mert még 2015-ben visszavonult a válogatottól, azonban nem értesítette erről levélben a kameruni szövetséget, ezért ez nem volt hivatalos.

## Klub statisztikái
2019. május 23. szerint
| Klub           | Szezon         | Bajnokság | Bajnokság | Kupa      | Kupa      | Kupa | Kupa | UEFA | UEFA | Egyéb | Egyéb | Összesen | Összesen |
| Klub           | Szezon         | Mérk      | Gól       | Mérk      | Mérk      | Gól  | Gól  | Mérk | Gól  | Mérk  | Gól   | Mérk     | Gól      |
| -------------- | -------------- | --------- | --------- | --------- | --------- | ---- | ---- | ---- | ---- | ----- | ----- | -------- | -------- |
| Schalke 04 II  | 2009-10        | 3         | 1         | —         | —         | —    | —    | —    | —    | —     | —     | 3        | 1        |
| Schalke 04 II  | 2010-11        | 1         | 0         | —         | —         | —    | —    | —    | —    | —     | —     | 1        | 0        |
| Schalke 04 II  | Összesen       | 4         | 1         | —         | —         | —    | —    | —    | —    | —     | —     | 4        | 1        |
| Schalke 04     | 2009-10        | 20        | 3         | 2         | 2         | 0    | 0    | —    | —    | —     | —     | 24       | 3        |
| Schalke 04     | 2010-11        | 26        | 0         | 4         | 4         | 0    | 0    | 11   | 1    | 1     | 0     | 42       | 1        |
| Schalke 04     | 2011-12        | 30        | 3         | 3         | 3         | 1    | 1    | 13   | 1    | 1     | 0     | 47       | 5        |
| Schalke 04     | 2012-13        | 32        | 3         | 1         | 1         | 0    | 0    | 6    | 0    | —     | —     | 38       | 3        |
| Schalke 04     | 2013-14        | 31        | 3         | 3         | 3         | 0    | 0    | 8    | 1    | —     | —     | 42       | 4        |
| Schalke 04     | 2014-15        | 21        | 2         | 1         | 1         | 1    | 1    | 3    | 0    | —     | —     | 25       | 3        |
| Schalke 04     | 2015-16        | 34        | 3         | 2         | 2         | 0    | 0    | 5    | 1    | —     | —     | 41       | 4        |
| Schalke 04     | Összesen       | 194       | 17        | 16        | 16        | 2    | 2    | 46   | 4    | 2     | 0     | 259      | 23       |
|                | Szezon         | Bajnokság | Bajnokság | Kupa      | Kupa      | Kupa | Kupa | UEFA | UEFA | Egyéb | Egyéb | Összesen | Összesen |
| FA Kupa        | FA Kupa        | Bajnokság | Bajnokság | Liga Kupa | Liga Kupa |      |      | UEFA | UEFA | Egyéb | Egyéb | Összesen | Összesen |
| Mérk           | Szezon         | Gól       | Mérk      | Gól       | Mérk      | Gól  | Mérk | Gól  | Mérk | Gól   | Mérk  | Gól      |          |
| Liverpool      | 2016-17        | 29        | 1         | 0         | 0         | 3    | 0    | —    | —    | —     | —     | 32       | 1        |
| Liverpool      | 2017–18]       | 25        | 1         | 2         | 0         | 0    | 0    | 8    | 0    | 0     | 0     | 35       | 1        |
| Liverpool      | 2018–19        | 22        | 1         | 0         | 0         | 1    | 0    | 7    | 0    | 0     | 0     | 29       | 1        |
| Liverpool      | Összesen       | 75        | 3         | 2         | 0         | 4    | 0    | 15   | 0    | 0     | 0     | 96       | 3        |
| Karrier összes | Karrier összes | 273       | 22        | 18        | 2         | 4    | 0    | 61   | 4    | 2     | 0     | 360      | 28       |

## Magánélete
Matip édesanyja német, míg édesapja Jean egy kameruni születésű labdarúgó. Testvére, Marvin Matip és unokatestvére, Joseph-Désiré Job ma is aktív labdarúgók.